# هارولد سي
هارولد سي (بالإنجليزية: Harold See)‏ هو قاضي ومحامي أمريكي، ولد في 7 نوفمبر 1943.

## وصلات خارجية
- هارولد سي على موقع إن إن دي بي (الإنجليزية)